# 堀留水処理センター

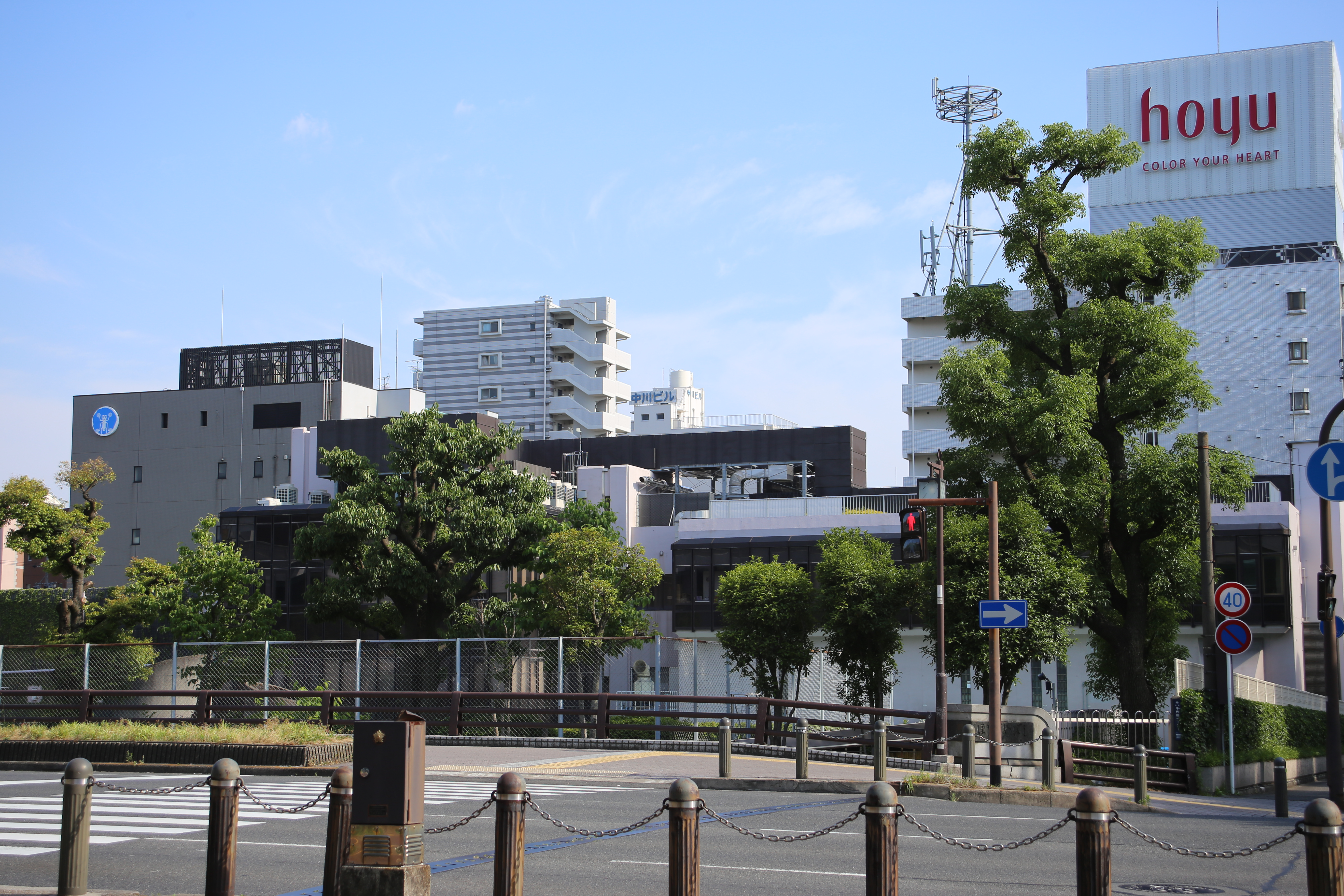
堀留水処理センター（2015年（平成27年）5月）

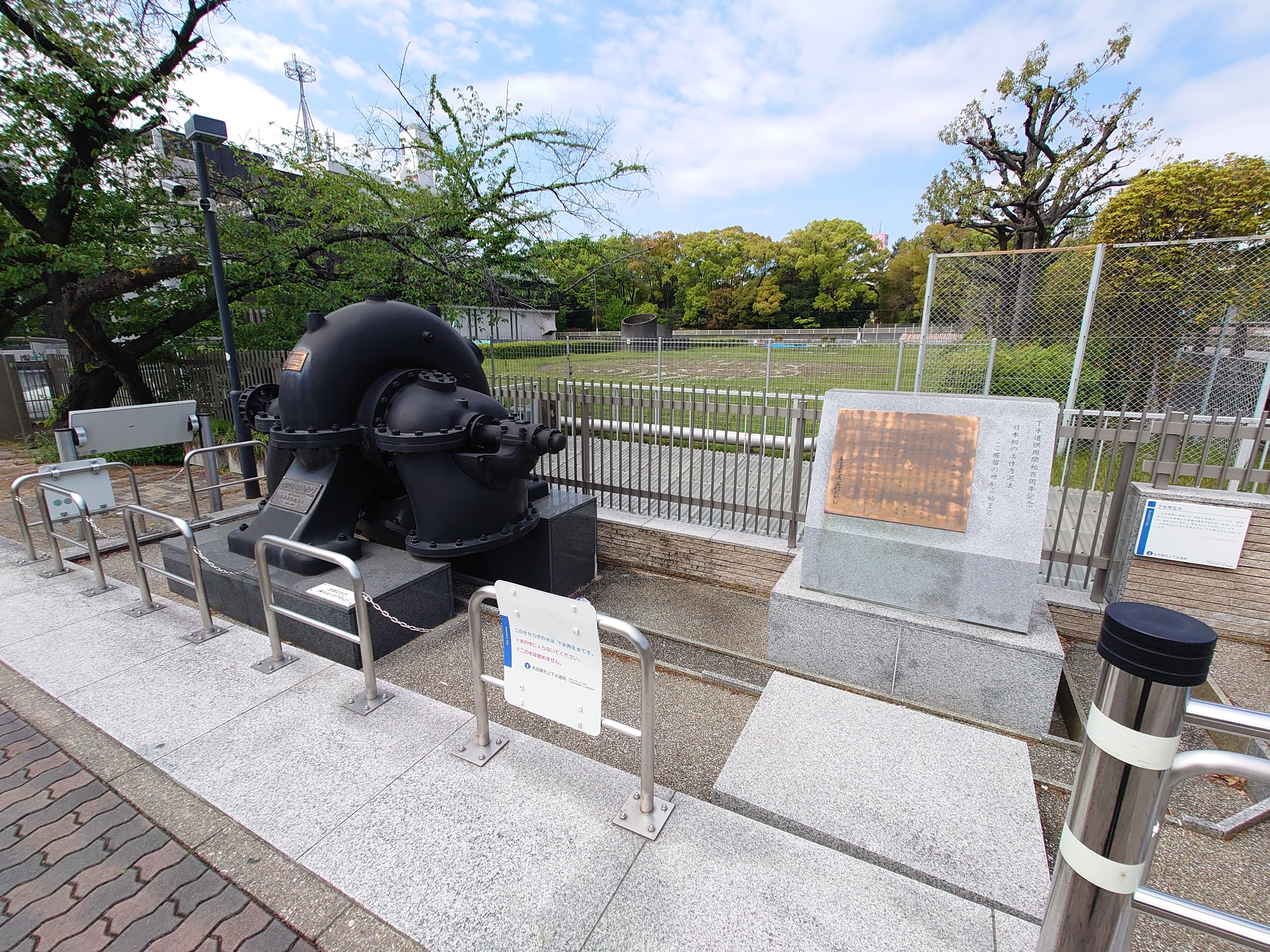
稼働開始当時のポンプ機と記念碑

堀留水処理センター（ほりどめ みずしょりセンター）は、愛知県名古屋市中区千代田一丁目1番12号にある名古屋市上下水道局の下水処理施設。かつては「堀留処理場」という名称であったが、2008年（平成20年）4月に、市上下水道局が下水処理場の呼称を「水処理センター」に変更した事に伴い、現在の名称となった。現在では新堀川の源流となっている。

## 概要
1930年（昭和5年）10月に運用を開始した下水処理場で、同年に設けられた熱田処理場と同様に、日本で初めて散気式活性汚泥法を採用した施設でもある。
名古屋市の下水道は1912年（大正元年）11月に供用を開始したが、当初は集めた汚水を単に堀川と精進川（新堀川）に放流するだけであった。都市化による農地の減少や化学肥料への転換に伴い処理しきれなくなったし尿をも下水道に投入するようになると水質はさらに悪化。この問題を改善するため熱田処理場とともに設置された。戦後になって処理能力が逼迫したが都市部にあって新たな土地の確保が難しいことから、1973年（昭和48年）に隣接する久屋大通公園南端の地下を利用しての新設拡張が行われた。施設は地下式となっており、拡張部の地上には1998年（平成10年）にランの館（現在の久屋大通庭園フラリエ）が設置された。なお、フラリエと若宮大通公園での散水などには同センターの高度処理水が使用されているほか、温室など施設の空調にはヒートポンプによって下水熱を用いている。
現在では千種区・東区・中区・昭和区の各一部を処理区域としており、処理能力は200,000m3/日。

## 所在地
- 愛知県名古屋市中区千代田一丁目1番12号

## 交通手段
- 名古屋市営地下鉄名城線 矢場町駅下車または名古屋市営地下鉄名城線・鶴舞線 上前津駅下車、徒歩で約3分～5分。